# Syrrheuma
Syrrheuma là một chi bướm đêm thuộc họ Geometridae.